# Michaelertor

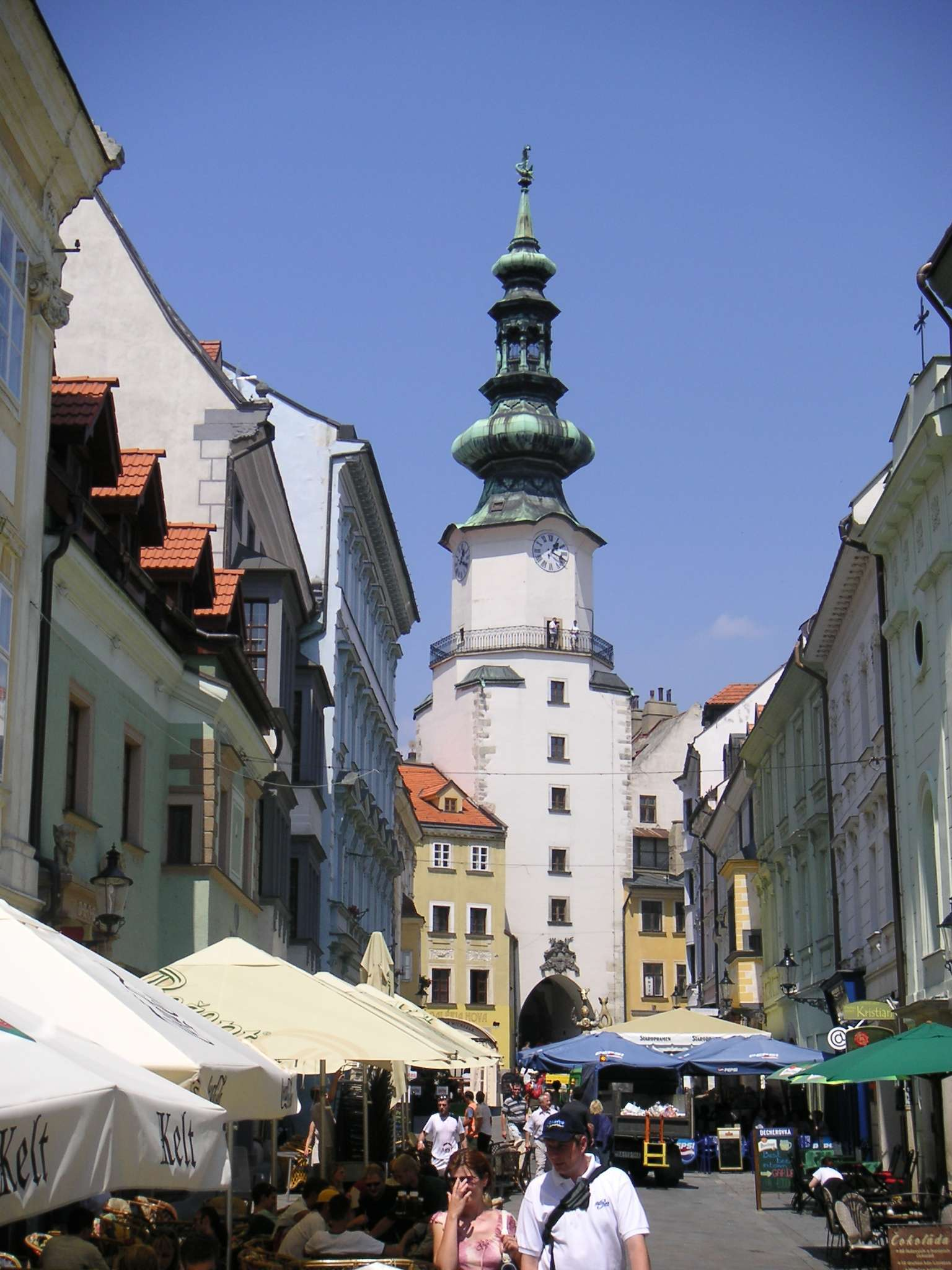
Michaelertor

Das Michaelertor (auch „Michaelertorturm“; slowakisch Michalská brána, ungarisch Mihálykapu) ist das einzige erhalten gebliebene Tor der mittelalterlichen Stadtbefestigung von Bratislava (dt. Preßburg, ung. Pozsony) und gehört zu den ältesten Gebäuden der Stadt. Seinen Namen erhielt das Tor von der nicht mehr existierenden Michaelskirche (samt Michaelsfriedhof) die sich außerhalb der Stadtmauern – im Bereich des heutigen Hurban-Platzes – befand.

## Geschichte und Baubeschreibung
Die Geschichte des Michaelertors reicht bis ins späte 13. Jahrhundert zurück. Die älteste urkundliche Erwähnung stammt aus dem Jahr 1411. Der Turm war eigentlich der Nordeingang und das wichtigste Tor in die befestigte Stadt. Zu diesem Tor gelangte man früher über eine Zugbrücke, deren Reste noch teilweise erhalten sind. Der Graben links ist der alte Schiessgraben, der bereits 1502 in den Stadtbüchern der Stadt Preßburg erwähnt wird. Auf der Brücke darüber stehen die 1897 vom damaligen „Preßburger Verschönerungsverein“ errichteten Statuen des Erzengels Michael und des heiligen Johann von Nepomuk. Im Schiessgraben stand im 16. und 17. Jahrhundert die bürgerliche Schiessstätte. Zwischen 1750 und 1780 gaben im Schiessgraben – in einem aus Brettern errichtetem Theater – deutsche Wandertruppen und italienische Operngesellschaften ihre Vorstellungen.
Auf dem Torbogen, der zur Zugbrücke gehörte ist eine aus dem Jahre 1723 stammende Inschrift zu lesen:
OMNE REGNUM IN SE IPSUM DIVISUM DESOLABITUR

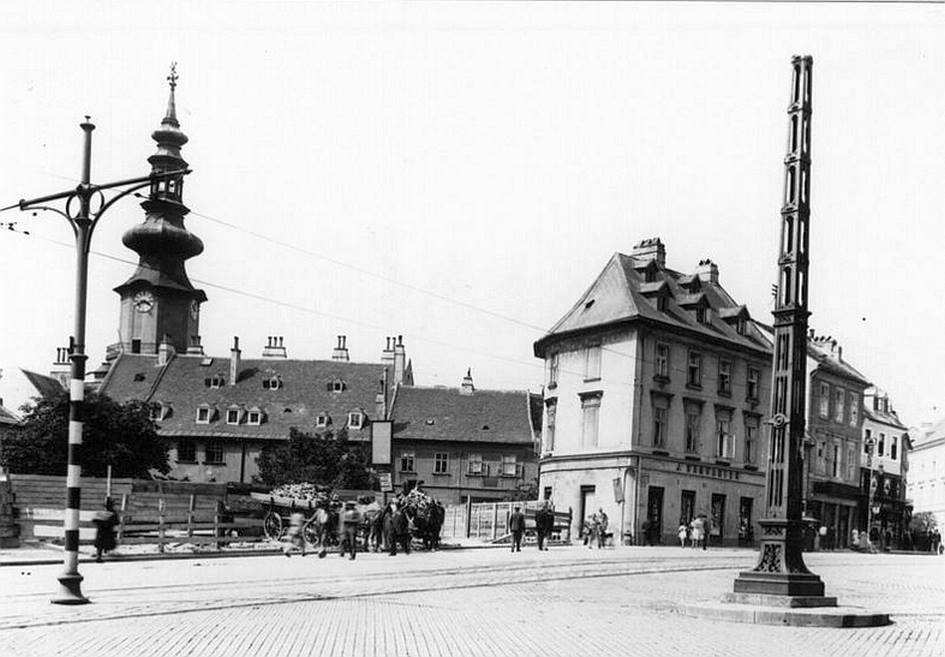
Der Platz vor dem Michaelertor zu Beginn der 1920er Jahre.

Der 51 Meter hohe Turm ist ein Ziegelbau mit stark profilierter Steinrustika, an den vier Ecken mit Gesimsen und vertikaler Gliederung der Frontflächen im Stil der deutschen Renaissance. Die Grundform ist bis zur Höhe von vier Stockwerken quadratisch, mit vier kleinen Eckdächern, darüber hat der Turm einen oktogonalen Querschnitt. Der Bau wird von einem eleganten kupfernen Barock-Helm gekrönt, in dessen Laterne die Glocken untergebracht sind. Auf der Spitze des Turms steht die Figur des Erzengels Michael, der den Drachen mit dem Schwert besiegt – ein Meisterwerk des Preßburger Kupfermeisters Peter Eller. Die Statue wurde im Jahre 1757 aufgestellt; zur gleichen Zeit wurde das Dach vom Kupferschmied Benedikt Drobisch mit 39 Zentnern Kupfer gedeckt.
Im Laufe der Jahre zeigte die Statue Schäden. Deshalb entschloss sich die Stadtverwaltung im Jahre 1845, die beschädigte Statue vom Turm abzunehmen und zu renovieren. Mit der Abnahme wurde der Zimmermann Johannes Sprinzl beauftragt. Die Statue wurde abgenommen und in das Preßburger Rathaus gebracht. Im Kopf der Statue befand sich eine Silberkapsel mit Reliquien, Münzen und einem Pergamentblatt aus welchem hervorging, dass die Statue während der Regierungszeit Maria Theresias geschaffen wurde. Nach Beendigung der Renovierungsarbeiten wurde die Statue am 14. September 1845 auf einem geschmückten Wagen geladen und in den St. Martinsdom zur Einweihung gebracht, nach der Weihe und einer Hl Messe ging der Weg in einer feierlichen Prozession weiter zum Fuße des Michaelerturms. In der Mittagszeit dieses Tages wurde die Statue unter dem Geläute aller Glocken der Stadt feierlich auf die Spitze des Turms gezogen und dort verankert.
Im Juli 2021 wurde am Michaelertor mit Rekonstruktionsarbeiten begonnen, Ziel der Arbeiten war es Schäden am Bauwerk, die seit der letzten Rekonstruktion im Jahre 1845 entstanden waren, zu beseitigen. Außerdem war es Absicht, den Turm seine ursprüngliche barocke Form aus dem Jahre 1757/1758 wiederzugeben. Im September 2021 wurde die Statue des Hl. Michael von der Turmspitze abgenommen, da diese wesentliche Witterungsschäden aufwies. Dabei wurde auch die silberne Metallkapsel geborgen, die im Kopfe der Figur verborgen waren. Da bereits einige Teile an der Statue des Hl. Michael, sowie des Drachen schwer beschädigt waren oder fehlten, wurde anhand historischer Dokumente eine Rekonstruktion mit anschließender Vergoldung vorgenommen.  
Am 20. Oktober 2021 wurde die Turm-Kapsel vom Oberbürgermeister der Stadt Bratislava in Beisein von Prominenz und Presse feierlich geöffnet. Die Dokumente sowie der übrige Inhalt waren in einem bemerkenswerten gutem Zustand. Neben zahlreichen anderen Fundstücken wurde ein in deutscher Sprache gefertigtes Schreiben des Schöpfers der Statue des Hl. Michael Peter Eller gefunden. In diesem Schreiben berichtet Eller, dass die Arbeiten am 20. Juni 1758 beendet wurden und das er für die Arbeiten 200 Goldgulden erhielt. Es lag ein weiteres Schreiben von vier Zimmerleuten: Hans Michl Preinfolg, Andreas Richl, Johannes Gehmacher und Anton Hocheter bei, die den Turmhelm fertigten und um ein Gebet für ihre Seelen bitten. Außerdem wurde ein kleiner Behälter mit Reliquien von neun Heiligen, sowie zeitgenössische Münzen und andere Zeitdokumente gefunden.      
Anfang Oktober 2022 wird die rekonstruierte Statue des Hl. Michaels in dessen Kopf neben der vorhandenen Kapsel neue zeitgenössische Dokumente hinzukommen, wieder auf die Turmspitze gezogen und die Restarbeiten sollen bis Ende 2022 abgeschlossen sein. Für die gesamte Sanierung des Turmes wurden Kosten in Höhe von  1,6 Millionen Euro veranschlagt.        
Am äußeren Torbogen des Tores ist eine steinerne Wappentafel in gotischen Stil aus dem Jahre 1515 angebracht, und auf der Stadtseite befindet sich ein barockes Wappen aus dem Jahre 1758.
Einst stand der Turm frei und war auf beiden Seiten mit Luglöchern versehen, um den Stadtgarten beobachten zu können.
Der Grundstein des heutigen Turms wurde im Jahre 1513 gelegt. Er wurde an Stelle des alten baufälligen gotischen Stadtturms errichtet, der sich bereits im Mittelalter als Verteidigungsturm über dem Haupteingang zur Stadt erhob.

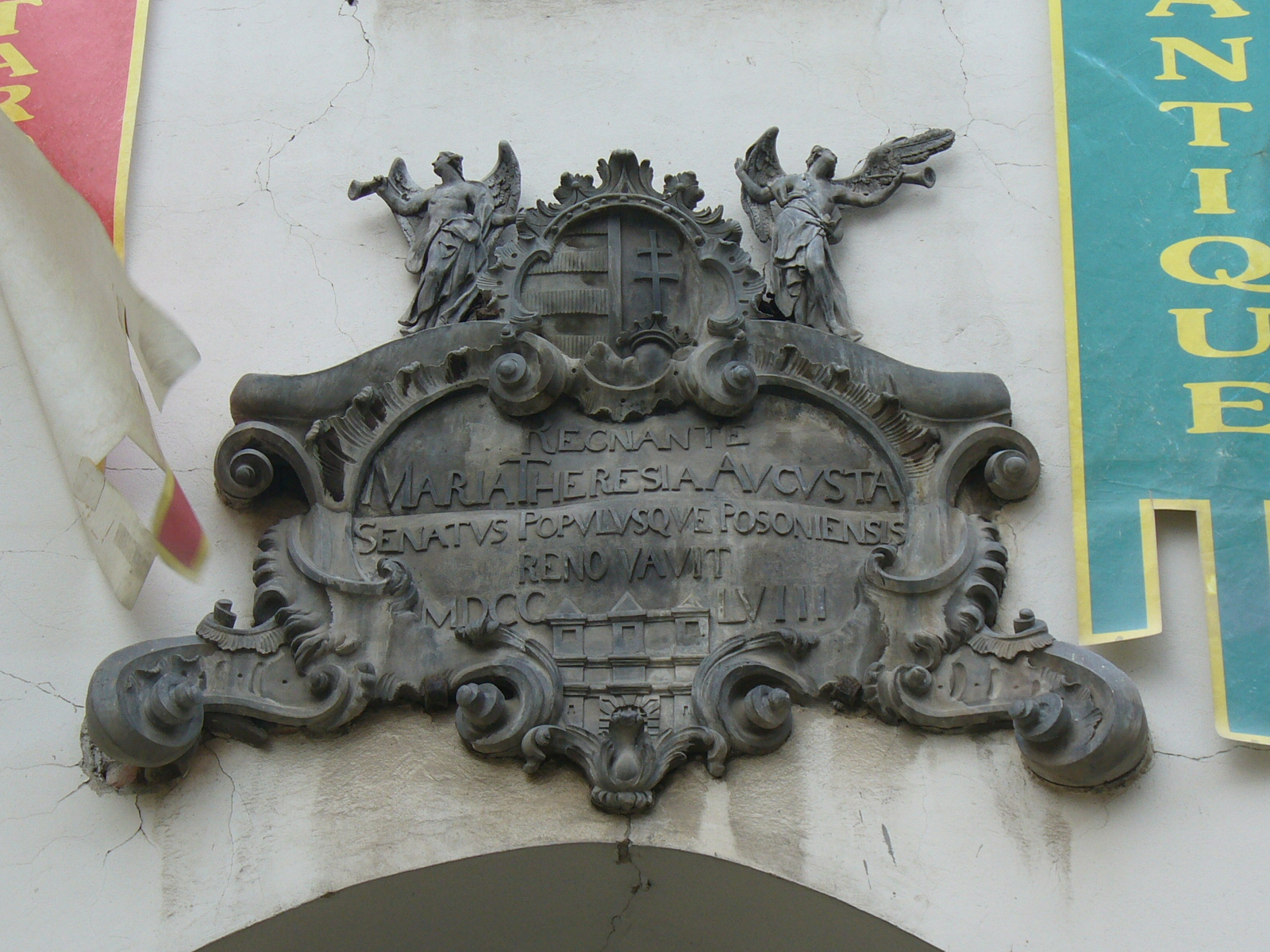
Gedenktafel aus der Zeit Maria Theresias auf der Stadtseite des Turms.

Von 1563 bis 1830, als Preßburg Krönungsstadt des Königreichs Ungarn war, mussten die Monarchen einen vorgeschriebenen Weg durch die Stadt abschreiten. Dieser führte vom Weidritztor zum Martinsdom (der Krönungskirche) und anschließend durch das Michaelertor zum Schwurplatz und von dort zum Krönungshügelplatz.
Nach dem Erlass von Maria Theresia im Jahr 1775 wurde bis 1778 die (innere) Stadtbefestigung abgerissen; dabei sind nur das Michaelertor, ein kurzer Wall nebenan und ein etwa 200 Meter langer Wall bei der Stadtautobahn zur Neuen Brücke erhalten geblieben. Die anderen drei Tore, das Weidritzer Tor, das Fischertor und das Lorenzertor, existieren nicht mehr.
Im Michaeler-Turm befindet sich heute die Waffenausstellung des Städtischen Museums Bratislava.